# Salvatore Riva
Salvatore Riva (Sampierdarena, 1º gennaio 1802 – Parma, 1º agosto 1875) è stato un politico italiano.

## Biografia
Repubblicano, fu Deputato del Regno di Sardegna nella II legislatura per il collegio di Parma I.
Scriveva di lui il Prefetto dei Parma nel 1863: Medico distinto. Si è formata una brillante posizione nella società e gode la stima dei cittadini. È repubblicano di principii senza che mai abbia tentato di farli prevalere. Nel 1860 tenne il posto di vicesindaco non perché si fosse convertito al costituzionalismo, me perché era convinto di potere e sapere fare assai bene al paese. Successivamente nell'anno stesso fece parte e tenne anche la Presidenza del Comitato di Provvedimento che si era istituito in Parma [...] e cooperò non poco per avviare in Sicilia migliaia di giovani. Indi passò a far parte, in qualità di consigliere, della Società Emancipatrice ed è tuttora socio onorario della Società Operaia [...]